# 2665 Schrutka
2665 Schrutka è un asteroide della fascia principale. Scoperto nel 1938, presenta un'orbita caratterizzata da un semiasse maggiore pari a 2,2474704 UA e da un'eccentricità di 0,0848071, inclinata di 4,78880° rispetto all'eclittica.
L'eponimo Schrutka venne inizialmente attribuito con il sequenziale 2749 ma l'eponimo fu poi corretto in quello attuale poiché il sequenziale era già in uso per 2749 Walterhorn.
L'asteroide è dedicato all'astronomo austriaco Guntrum Schrutka von Rechtenstamm.